# Estación de Leona Vicario
Leona Vicario es el paradero de trenes en la población honónima, una de dos en el municipio de Puerto Morelos, Quintana Roo. La estación permite conectar y atender el transporte local y el turismo con la zona de Holbox.

## Tren Maya
Andrés Manuel López Obrador anunció en su campaña presidencial del 2018 el proyecto del Tren Maya. El 13 de agosto de 2018 anunció el trazo completo. El recorrido de la nueva ruta del Tren Maya puso a la Estación Leona Vicario en la ruta que conectaría con Valladolid, Yucatán y Cancún, Quintana Roo.
Actualmente, la estación en Leona Vicario se encuentra abierta y recibe a viajeros locales, nacionales e internacionales.